# Vokzalna (métro de Dnipro)
Pour les articles homonymes, voir Vokzalna.
Vokzalna – ou Вокзальна en ukrainien – est une station de métro à Dnipro, en Ukraine. Terminus oriental de la seule ligne du métro de Dnipro, elle est ouverte depuis le 29 décembre 1995.